# Grote sigaar
De grote sigaar (Sigara distincta) is een wants uit de familie van de Corixidae (Duikerwantsen). De soort werd het eerst wetenschappelijk beschreven door Franz Xaver Fieber in 1848.

## Uiterlijk
De zwartbruine duikerwants is altijd langvleugelig en kan 8 tot 9 mm lang worden. Het halsschild is net als de voorvleugels zwartbruin, heeft negen lichte, regelmatige, soms gespleten dwarsstrepen en stompe hoeken aan de zijkant. Op de voorvleugels bevinden zich dwarslijnen die regelmatig zijn bij het begin van de clavus en daarna onregelmatig. Deze dwarsstrepen zijn op het middendeel van de vleugels onderbroken door een zwarte lijn in de lengte en onregelmatig. Tussen het verharde deel en het doorzichtige deel van de vleugels loopt een gele lijn. De kop en de pootjes zijn in zijn geheel geel.

## Leefwijze
De soort komt de winter door als volgroeide wants en er is één generatie per jaar, in gunstige omstandigheden een tweede. De wantsen zijn alleseters, ze leven van algen, in het water zwevende dode plantenresten en kleine waterdiertjes. Ze geven de voorkeur aan stilstaande wateren op zandgronden in de duinen.

## Leefgebied
In Nederland komt de wants algemeen voor. Het verspreidingsgebied strekt zich uit van Europa met uitzondering van het zuiden tot Oost-Azië.